# SN 1996bz
SN 1996bz – supernowa odkryta 12 października 1996 roku w galaktyce A023124+3943. W momencie odkrycia miała maksymalną jasność 21,00m.